# Jennifer Abbot
Jennifer Abbot (* 1. Mai 1998 in Johannesburg) ist eine ehemalige südafrikanische Radsportlerin.

## Sportlicher Werdegang
2015 wurde Jennifer Abbot dreifache südafrikanische Junioren-Meisterin auf der Bahn, im Jahr darauf errang sie fünf Titel. Daraufhin wurde sie gemeinsam mit Jessica Brown vom Weltradsportverband UCI zu einem Trainingscamp in das World Cycling Centre nach Aigle in der Schweiz eingeladen, um sich auf die dort ebenfalls stattfinden UCI-Bahn-Weltmeisterschaften der Junioren 2016 vorzubereiten. Bei der WM startete sie im Sprint und belegte Platz 23,  im 500-Meter-Zeitfahren wurde  sie 25. Im Januar 2017 nahm sie an einem Trainingslager für Straßenradsport der UCI in Ägypten teil.
Bei den afrikanischen Bahn-Meisterschaften 2017 errang Abbot sechs Medaillen: Im Teamsprint wurde sie gemeinsam mit Bernette Beyers Afrikameisterin im Teamsprint sowie mit Claudia Gnudi, Danielle van Niekerk und Julie Lee in der Mannschaftsverfolgung. Ebenfalls in der Mannschaftsverfolgung wurde sie südafrikanische Meisterin der Elite, gemeinsam mit Claudia Gnudi, Victoria Myburgh und Danielle van Niekerk.

## Erfolge
2015
- Südafrikanische Junioren-Meisterin – Sprint, 500-Meter-Zeitfahren, Punktefahren

2016
- Südafrikanische Junioren-Meisterin – Sprint, 500-Meter-Zeitfahren, Scratch, Teamsprint (mit Danielle van Niekerk), Mannschaftsverfolgung (mit Elné Owen, Jessica Brown und Danielle van Niekerk)

2017
- Afrikameisterin – Teamsprint (mit Bernette Beyers), Zweier-Mannschaftsfahren (mit Danielle van Niekerk)
- Afrikameisterschaft – Sprint, 500-Meter-Zeitfahren, Mannschaftsverfolgung (mit Claudia Gnudi, Danielle van Niekerk und Julie Lee)
- Afrikameisterschaft – Keirin
- Südafrikanische Meisterin – Mannschaftsverfolgung (mit Claudia Gnudi, Victoria Myburgh und Danielle van Niekerk)

2018
- Afrikameisterschaft – Sprint, Teamsprint (mit Elisa Gianchino)